# Белоногов, Сергей Андреевич
Сергей Андреевич Белоногов (1860—?) — русский  военный деятель, генерал-майор  (1916). Герой Первой мировой войны.

## Биография
Общее образование получил в Псковской военной прогимназии. В службу вступил в 1876 году, в 1878 году после окончания Виленского пехотного юнкерского училища произведён в прапорщики и выпущен в Троицкий 107-й пехотный полк. В 1879 году произведён в подпоручики, в 1880 году в поручики, в 1883 году в штабс-капитаны, в 1891 году в капитаны, командовал ротой. В 1902 году произведён в подполковники, в 1910 году в полковники, батальонный командир Колыванского 40-го пехотного полка.
С 1914 года участник Первой мировой войны, с 1915 года командир 13-го Туркестанского стрелкового полка. Высочайшим приказом от 8 февраля 1916 года произведён в генерал-майоры  с увольнением от службы по болезни с мундиром и пенсией. С 10 сентября 1916 года вновь определён на службу с назначением помощником начальника 7-й Сибирской стрелковой запасной бригады.
Высочайшим приказом от 7 января 1916 года за храбрость награждён Георгиевским оружием :
За то, что в боях в Севричайской долине с 22-го апреля по 1-е мая 1915 года, будучи начальником боевого участка, с боя захватил укрепленные позиции турок на высотах западнее Идалия, а затем по разбитии турок у Ардоста, вновь перешел в наступление и овладел назначенным ему фронтом неприятельского расположения на сильно укрепленных высотах, доведя дело до штыкового удара; когда же турки свежими силами около 2-х полков пехоты с пулеметами и поддержкой артиллерии перешли в наступление, отбил противника и удержал занятую позицию за собой

## Награды
- Орден Святой Анны 3-й степени (ВП 1900)
- Орден Святого Станислава 2-й степени с мечами (ВП 1909)
- Орден Святой Анны 2-й степени с мечами (Мечи — ВП 22.04.1915)
- Орден Святого Владимира 4-й степени с мечами и бантом (1912; ВП 06.09.1915)
- Орден Святого Владимира 3-й степени с мечами  (ВП 02.04.1915)
- Георгиевское оружие (ВП 07.01.1916)